# La Vega, Cundinamarca
La Vega är en kommun i Colombia.   Den ligger i departementet Cundinamarca, i den centrala delen av landet, 50 km nordväst om huvudstaden Bogotá. Antalet invånare är 13 265. Arean är 153 kvadratkilometer.
Terrängen i La Vega är kuperad åt nordväst, men åt sydost är den bergig.